# Professional Golfers Association
Professional Golfers Association (PGA) ist traditionell Bestandteil des Namens eines Verbandes der Berufsgolfer, wobei ein regionaler Zusatz den Zuständigkeitsbereich der jeweiligen Organisation verdeutlicht. So gibt es beispielsweise die PGA of America in den USA oder die PGA of Germany in Deutschland. Der Begriff PGA kann insofern auch als Gattungsbegriff für einen Verband der Berufsgolfer im Allgemeinen verwendet werden.
Die für Großbritannien und Irland zuständige PGA nimmt für sich das Recht in Anspruch einfach nur als The PGA aufzutreten (juristischer Name: The Professional Golfers’ Association Limited) und begründet dies damit, dass sie die älteste PGA ist.
Früher kümmerten sich die PGAs um die Belange aller Berufsgolfer in ihren Territorien, also insbesondere auch um die Turnierspieler („Playing Professionals“). Aufgrund der großen Geldbeträge, die bei Profiturnieren bewegt werden, gründeten einige PGAs jedoch spezielle Organisationen für die Turnierspieler, die den Begriff Tour im Namen führen. Die beiden größten sind die PGA Tour und die PGA European Tour.
Zu den von einer PGA betreuten Berufsgolfern gehören hauptsächlich Golflehrer („Teaching Professionals“). Manche PGAs haben ihren Vertretungsanspruch aber auch erweitert, so dass auch Golfarchitekten, Greenkeeper, Journalisten, Turnierveranstalter, Betreiber von Golfanlagen und Golfshops, sowie Manager jeglicher Art im Golfbereich dazugehören.